# Мхувек
Мхувек (пол. Mchówek) — село в Польщі, у гміні Ізбиця-Куявська Влоцлавського повіту Куявсько-Поморського воєводства.
Населення — 284 особи (2011).
У 1975-1998 роках село належало до Влоцлавського воєводства.

## Демографія
Демографічна структура станом на 31 березня 2011 року:
|          | Загалом | Допрацездатний вік | Працездатний вік | Постпрацездатний вік |
| -------- | ------- | ------------------ | ---------------- | -------------------- |
| Чоловіки | 145     | 39                 | 93               | 13                   |
| Жінки    | 139     | 45                 | 68               | 26                   |
| Разом    | 284     | 84                 | 161              | 39                   |